# لوپوکی
لوپوکی (به انگلیسی: Lopoke) یک روستا در پاکستان است که در پنجاب واقع شده‌است. لوپوکی ۱۶۶ متر بالاتر از سطح دریا واقع شده‌است.